# Милош Королија
Милош Королија (Београд, 21. новембар 1981) бивши је српски ватерполиста, а садашњи ватерполо тренер. Играо је на позицији центра. Од лета 2020. је тренер Партизана.
Каријеру је почео у ВК Партизан, а касније играо у мађарским клубовима Сегеду и Дебрецину, као и за ВК Марскаскала у Летњој лиги Малте. За репрезентацију Србије одиграо је 46 утакмица и постигао 28 голова.
Био је члан екипе Партизана, која је 2011. освојила титулу првака Европе. Са Сегедом је стигао до Трофеја ЛЕН 2008/09.
Kao играч Партизана освојио је пет титула првака и исто толико Купова Србије.

## Клупски трофеји
- Евролига 2010/11. -  Првак са Партизаном
- Суперкуп Европе 2011/12 - Освајач Супер купа са Партизаном
- Еуроинтер лига 2009/10. и 2010/11 - Првак са Партизаном
- Том Хоад куп 2011 - Освајач купа са Партизаном
- Првенство Србије и Црне Горе 2001/02 -  Првак са Партизаном
- Куп СР Југославије 2001/02 - Освајач купа са Партизаном
- Првенство Србије 2006/07, 2009/10, 2010/11. и 2011/12. -  Првак са Партизаном
- Куп Србије 2006/07, 2009/10, 2010/11. и 2011/12. - Освајач купа са Партизаном
- ЛЕН куп – 2008/09 - Освајач купа са Сегедом

## Трофеји са репрезентацијом
- Светска лига у ватерполу 2005/06. – златна медаља
- Медитеранске игре 2005. – бронзана медаља